# لارس گوران ارودسون

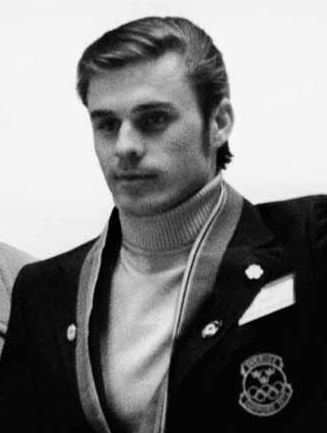
لارس گوران ارودسون - ۱۹۷۲

لارس گوران ارودسون (انگلیسی: Lars-Göran Arwidson؛ زادهٔ ۴ آوریل ۱۹۴۶) ورزشکار دوگانه اهل سوئد است.